# Jamie Waylett

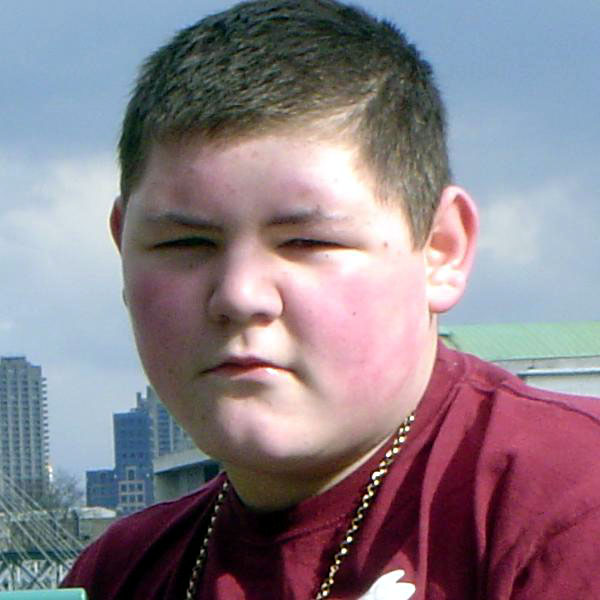
Jamie Waylett (2008).

Jamie Michael Colin Waylett (* 21. Juli 1989 in London, England) ist ein ehemaliger britischer  Schauspieler, der als Darsteller des Vincent Crabbe in den Harry-Potter-Filmen bekannt wurde.

## Leben
Waylett überlebte im Alter von neun Jahren knapp einen Autounfall. Im Jahr 2000 wurde er neben Zehntausenden Bewerbern für Rollen in den Harry-Potter-Filmen getestet. Ursprünglich war er für die Rolle von Harrys Cousin Dudley im Gespräch, schließlich wurde er aber als Slytherin-Schüler Vincent Crabbe besetzt. Im November 2001 wurde der erste Teil der Reihe uraufgeführt. Waylett wirkte an den ersten sechs Harry-Potter-Filmen als Crabbe mit und wurde dadurch bekannt.
Im Oktober 2006 geriet Waylett in die Schlagzeilen, als die britische Boulevardzeitung The People in einem Artikel von seiner angeblichen Drogensucht berichtete. Im April 2009 wurde bei einer Polizeikontrolle Marihuana in seinem Auto gefunden. Eine Untersuchung der Wohnung förderte daraufhin mehrere Cannabispflanzen zu Tage. An seinem 20. Geburtstag, dem 21. Juli 2009, wurde Waylett von einem Londoner Gericht zu 120 Stunden gemeinnütziger Arbeit verurteilt. Nach diesem Vorfall wurden Waylett und seine Rolle aus der zweiteiligen Verfilmung des letzten Harry-Potter-Bandes gestrichen.
Für Waylett ergab sich danach kein Wiedereinstieg in das Filmgeschäft. Im März 2012 wurde er zu zwei Jahren Haft verurteilt, da er 2011 während der Unruhen in England zu Chaos und Gewalt beigetragen haben soll. Zudem soll er Diebesgut behalten haben. Nach einem Artikel von 2023 war er auf der Webseite Cameo vertreten und verkaufte dort persönliche Grußbotschaften an Fans.

## Filmografie
- 2001: Harry Potter und der Stein der Weisen (Harry Potter and the Philosopher’s Stone)
- 2002: Harry Potter und die Kammer des Schreckens (Harry Potter and the Chamber of Secrets)
- 2004: Harry Potter und der Gefangene von Askaban (Harry Potter and the Prisoner of Azkaban)
- 2005: Harry Potter und der Feuerkelch (Harry Potter and the Goblet of Fire)
- 2007: Harry Potter und der Orden des Phönix (Harry Potter and the Order of the Phoenix)
- 2009: Harry Potter und der Halbblutprinz (Harry Potter and the Half-Blood Prince)